# Phosphor pentoxide
Phosphor pentoxide hoặc Diphosphor pentoxide là một hợp chất hóa học với công thức phân tử P4O10 (với tên gọi thông thường của nó bắt nguồn từ công thức thực nghiệm của nó, P2O5). Tinh thể màu trắng này rắn là anhydride của acid phosphoric. Nó là một chất hút ẩm mạnh và chất khử nước.
Diphosphor pentoxide kết tinh ở ít nhất 4 dạng (hoặc 4 đa hình). Dạng quen thuộc nhất, một trạng thái giả bền, được thể hiện trong hình, bao gồm các phân tử P4O10. Lực van der Waals yếu giữ các phân tử với nhau trong một mạng tinh thể hình lục giác (Tuy nhiên, bất chấp sự đối xứng cao của các phân tử, sự bao gói tinh thể không phải là một bao gói chặt). Cấu trúc của lồng P4O10 là gợi nhớ của adamantan với nhóm điểm đối xứng Td. Nó có liên quan chặt chẽ đến anhydride tương ứng của acid phosphorơ, P4O6. Anhydride thứ hai này thiếu nhóm oxo tận cùng. Mật độ của nó là 2,30 g/cm³. Nó sôi ở 423 °C dưới áp suất khí quyển; nếu đun nóng nhanh hơn nó có thể thăng hoa. Dạng này có thể được tạo ra bằng cách ngưng tụ nhanh hơi phosphor pentoxide, kết quả là một chất rắn cực kỳ hút ẩm.

## Tính chất hóa học
Tác dụng với base (tùy theo tỷ lệ mol) tạo ra muối acid hay muối trung hòa
P2O5 + 2NaOH + H2O  → 2NaH2PO4
P2O5 + 4NaOH  → 2Na2HPO4 + H2O
P2O5 + 6NaOH  → 2Na3PO4 + 3H2O
Tác dụng với nước
P2O5 + 3H2O → 2H3PO4

## Ứng dụng
Phosphor pentoxide là một chất khử nước mạnh, như chỉ ra bởi bản chất tỏa nhiệt trong sự thủy phân nó:
P4O10 + 6 H2O → 4 H3PO4   (–177 kJ)
Tuy nhiên, việc sử dụng nó để làm khô bị hạn chế do nó có xu hướng tạo ra một lớp che phủ bảo vệ dạng nhớt ngăn cản sự khử nước tiếp theo của vật liệu còn lại. Dạng hạt của P4O10 được dùng trong các thiết bị hút ẩm.
Phù hợp với khả năng hút ẩm mạnh của nó, P4O10 được sử dụng trong tổng hợp hữu cơ để khử nước. Ứng dụng quan trọng nhất của nó là chuyển hóa các amit bậc nhất thành các nitril:
P4O10 + RC(O)NH2 → P4O9(OH)2 + RCN
Phụ phẩm chỉ ra trong phương trình P4O9(OH)2 là công thức lý tưởng hóa của các sản phẩm không xác định tạo ra từ hydrat hóa P4O10.
Bên cạnh đó, khi kết hợp cùng acid cacboxylic, phản ứng tạo ra anhydride hữu cơ tương ứng:
P4O10 + RCO2H → P4O9(OH)2 + [RC(O)]2O
"Thuốc thử Onodera" là dung dịch của P4O10 trong DMSO, được sử dụng để oxy hóa các loại alcohol. Phản ứng này là tương tự như phản ứng Swern.
Khả năng hút ẩm của P4O10 là dủ mạnh để chuyển nhiều acid vôcơ thành các anhydride của chúng, chẳng hạn: HNO3 bị chuyển hóa thành N2O5; H2SO4 thành SO3; HClO4 thành Cl2O7; HCF3SO3 thành (CF3)2S2O5.

## Nguy hiểm
Phosphor pentoxide không bắt lửa nhưng phản ứng mãnh liệt với nước và các chất có chứa nước như gỗ hay bông, giải phóng nhiều nhiệt và có thể gây cháy. Nó là chất ăn mòn nhiều kim loại và rất kích thích – có thể gây bỏng nghiêm trọng đối với mắt, da, màng nhầy, đường hô hấp ngay cả khi ở nồng độ thấp chỉ 1 mg/m³.

## Các phosphor oxide liên quan
Nằm giữa P4O6 và P4O10 có tầm quan trọng kinh tế-thương mại là các phosphor oxide có cấu trúc trung gian